# Walter Jordan
Walter Lee Jordan, (nacido el 19 de febrero de 1956 en Perry, Alabama) es un exjugador de baloncesto estadounidense. Con 2.01 de estatura, su puesto natural en la cancha era el de alero. 